# Katharina Jovanovits

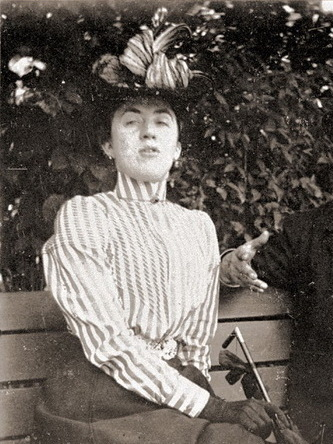
Katharina Jovanovits, vor 1900

Katharina Jovanovits (* 8. April 1869 in Belgrad, Fürstentum Serbien; † 31. Mai 1954 Zürich, Schweiz) war eine Schweizer Schriftstellerin, Übersetzerin und Volkskundlerin serbischer Herkunft.

## Leben
Katharina Jovanovits war die Tochter des Malers, Lithografen und Fotografen Anastas Jovanović und der Maria geborene Stenz. Ihr Vater war Serbe, ihre Mutter Österreicherin. Infolge des Ersten Weltkriegs emigrierte sie in die Schweiz. Sie war ledig und lebte, mit kurzen Unterbrechungen, bis zu ihrem Tod in Zürich.
Jovanovits war Volkskundlerin und übersetzte serbische Literatur und Volksdichtung ins Deutsche. Unter anderem veröffentlichte sie nach ihrer Emigration 1916 Stimmungsbilder und Kriegsbilder aus Serbien, 1932 eine Jugoslavische Anthologie. Dichter und Erzähler sowie 1951 Die Heldenlieder von Kosovo. Jovanovits übersetzte auch den Bergkranz des Fürstbischofs Petar II. Petrović-Njegoš. Ihre Privatbibliothek mit etwa 10'000 Bänden wurde der Grundstock einer 1952 von der serbisch-orthodoxen Gemeinde in Zürich gegründeten Bibliothek.
Während des Ersten und des Zweiten Weltkriegs war Jovanovits Präsidentin der serbischen bzw. jugoslawischen Sektion des Roten Kreuzes. Sie war Mitglied des Schweizerischer Schriftsteller-Vereins (SSV).

## Belege
1. 1 2 3 4  Monika Bankowski-Züllig: Katharina Jovanovits. In: Historisches Lexikon der Schweiz.  14. Februar 2008.
2. ↑  Der Bergkranz. Ein historisches Gemälde. Mit einem Geleitwort von Pavle Popovič. Meiner, Leipzig 1939.

| Personendaten    | Personendaten                                               |
| ---------------- | ----------------------------------------------------------- |
| NAME             | Jovanovits, Katharina                                       |
| KURZBESCHREIBUNG | Schweizer Schriftstellerin, Übersetzerin und Volkskundlerin |
| GEBURTSDATUM     | 8. April 1869                                               |
| GEBURTSORT       | Belgrad, Fürstentum Serbien                                 |
| STERBEDATUM      | 31. Mai 1954                                                |
| STERBEORT        | Zürich, Schweiz                                             |